# Odelltown
Odelltown est une ancienne ville située dans l'actuelle municipalité régionale de comté du Haut-Richelieu dans la région de la Montérégie au Québec. Elle fut détruite lors de la bataille d'Odelltown en 1838.
Jusqu'au 13 septembre 2001, ce lieu-dit faisait partie de la municipalité de Notre-Dame-du-Mont-Carmel, qui a alors été regroupée à la municipalité de Lacolle.
«  L'endroit prend le nom d'Odelltown, parfois traduit sous la forme française d'Odellville, et également relevé sous la graphie d'Odelle Town, alors qu'à la fin du XVIIIe siècle, un capitaine loyaliste d'origine américaine, Joseph Odell, s'y installe ».